# Le Roi lépreux
Le Roi lépreux est un roman de Pierre Benoit publié chez Albin Michel en 1927. L'action du récit se déroule essentiellement à Angkor, en Indochine française, dans les années 1920. Le titre de ce roman se réfère au surnom donné à la statue du roi lépreux, représentant le roi khmer Yasovarman Ier, située à Angkor (Cambodge). L'ouvrage est dédié à Francis Carco.

## Résumé
L'histoire de ce roman peut être synthétisée par son lieu : le temple d'Angkor, et ses personnages : un homme et trois femmes. L'homme, c'est Raphaël Saint-Sornin, jeune archéologue. Les trois femmes sont Annette Barbaroux (l'héroïne en A des romans de Pierre Benoit mais dont le rôle ici est complètement effacé), fiancée de Raphaël et fille d'un riche négociant en soie lyonnais ; Maxence Webb, cultivée, riche et extravagante voyageuse américaine, cousine de l'amiral Jeffries ; et la mystérieuse Apsara, jeune danseuse du Cambodge au passé secret (ne serait-ce pas plutôt elle l'héroïne ?…). Notons la présence de Gaspard Hauser, narrateur et ami de Raphaël Saint-Sornin, sans lien autre que d'être homonyme avec le célèbre orphelin historique.

## Autour du roman
Pierre Benoit livre, au détour d'un récit, une phrase qui donne un semblant d'unité à plusieurs ouvrages de son œuvre : citant les amis de Gaspard Hauser et Raphaël Saint-Sornin, Pierre Benoit cite « François Gérard, Ribeyre, Surville, Mouton-Massé, Vignerte, Dumaine et les autres ». Or ces noms se retrouvent dans d'autres romans de Pierre Benoit : Le jeune professeur Raoul Vignerte est ainsi le héros de Kœnigsmark (dans lequel se trouverait aussi cité un Ribeyre) ; Dumaine est le héros d'Axelle ; François Gérard celui de La Chaussée des Géants.
Une telle énumération se trouve également dans Le Déjeuner de Sousceyrac : 
"(...)Dis-moi ce petit salon ne te rappelle rien ?

Jean hocha la tête.

-Penses-tu que j'ai oublié ? c'est celui où nous avait invité le pauvre Vignerte, il y a 15 ans, la veille de son départ pour l'Allemagne. Que sont-ils devenus ce qui étaient réunis ici ce soir-là ?

-Ribeyre et Surville,  comme lui ont été tués, dit Philippe.

-Oui et Domèvre aussi, il y a trois ans au Djebel Druze. Il reste François Gérard, qui vient d'être chargé d'un cours au Collège de France ; pour de bon cette fois.

-Il reste Dumaine qui est ingénieur quelque part, du côté d'Arcachon.

-Schmidt qui est en Chine.

-Et nous deux qui sommes ici. C'est égal on ne lui a on ne lui aura guère laissé le temps de s'ennuyer à la génération de 1880-1890 !"